# Wollestraat
De Wollestraat is een straat in Brugge.

## Beschrijving
De eerste vermeldingen van de Wollestraat zijn:
- 1280 en 1297: vicus lanari
- rond 1300: Wulhuusstrate of Wullinstrate.

De oorsprong van de straatnaam lag bij het stedelijk Wolhuis, de opslagplaats voor wol, een van de belangrijkste handelsproducten in Brugge.
De vorm Wullestraat heeft het uiteindelijk gehaald op Wulhuusstrate, niet alleen omdat het Wulhuis na verloop van tijd verdween, maar ook omdat Wullestrate makkelijker door de volksmond werd aangenomen.
De Wollestraat loopt van de Grote Markt naar de Eekhoutstraat, waar deze kruist met de Rozenhoedkaai en de Dijver.

## Bekende bewoners
- Charles Belamy
- Jacob de Chantraines
- Jules Van Praet
- Joris Van Severen

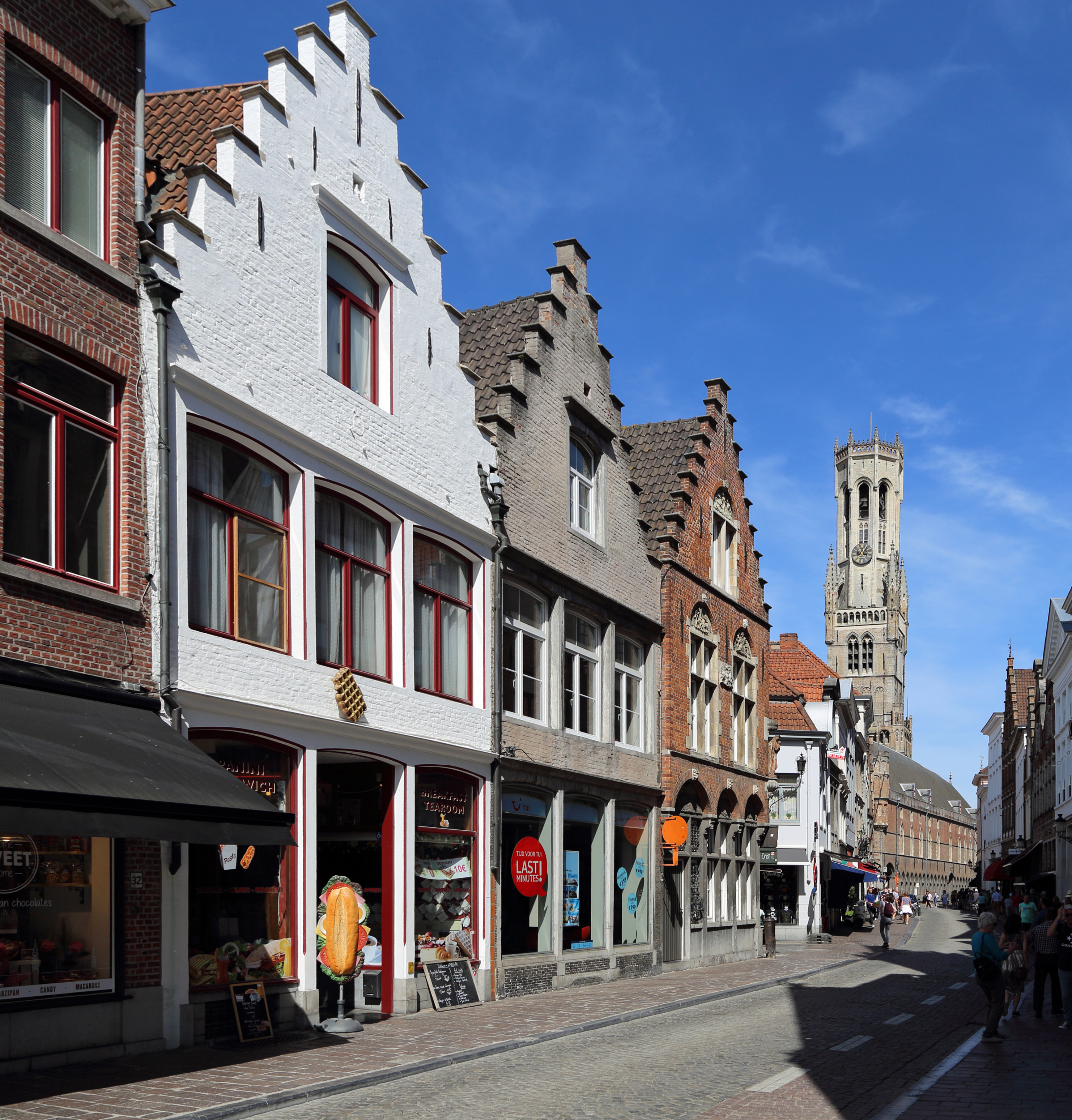
De drie trapgevels links (Wollestraat 28-30) staan op de Onroerend Erfgoedlijst
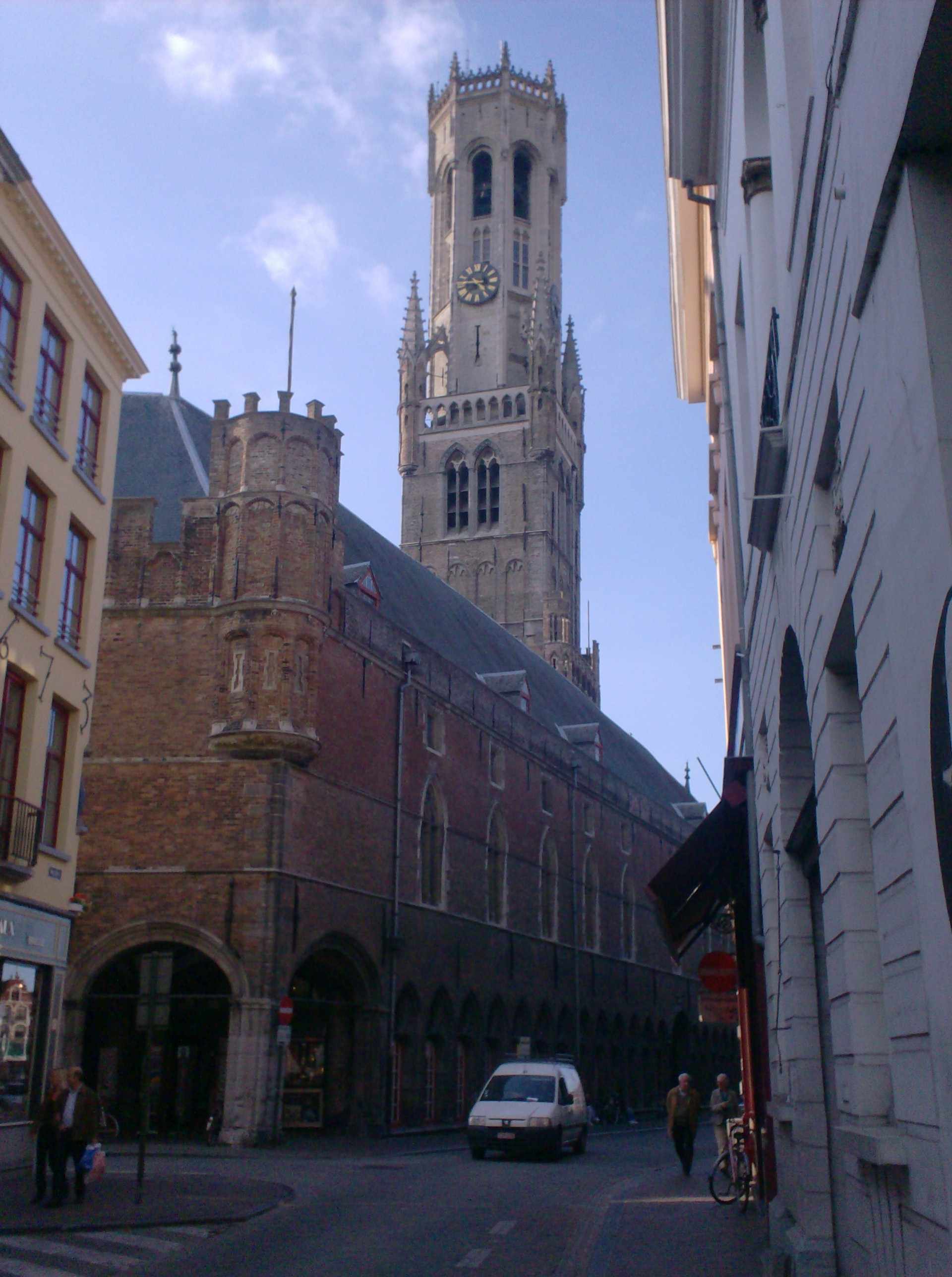
De Wollestraat loopt langs de lakenhalle en het belfort
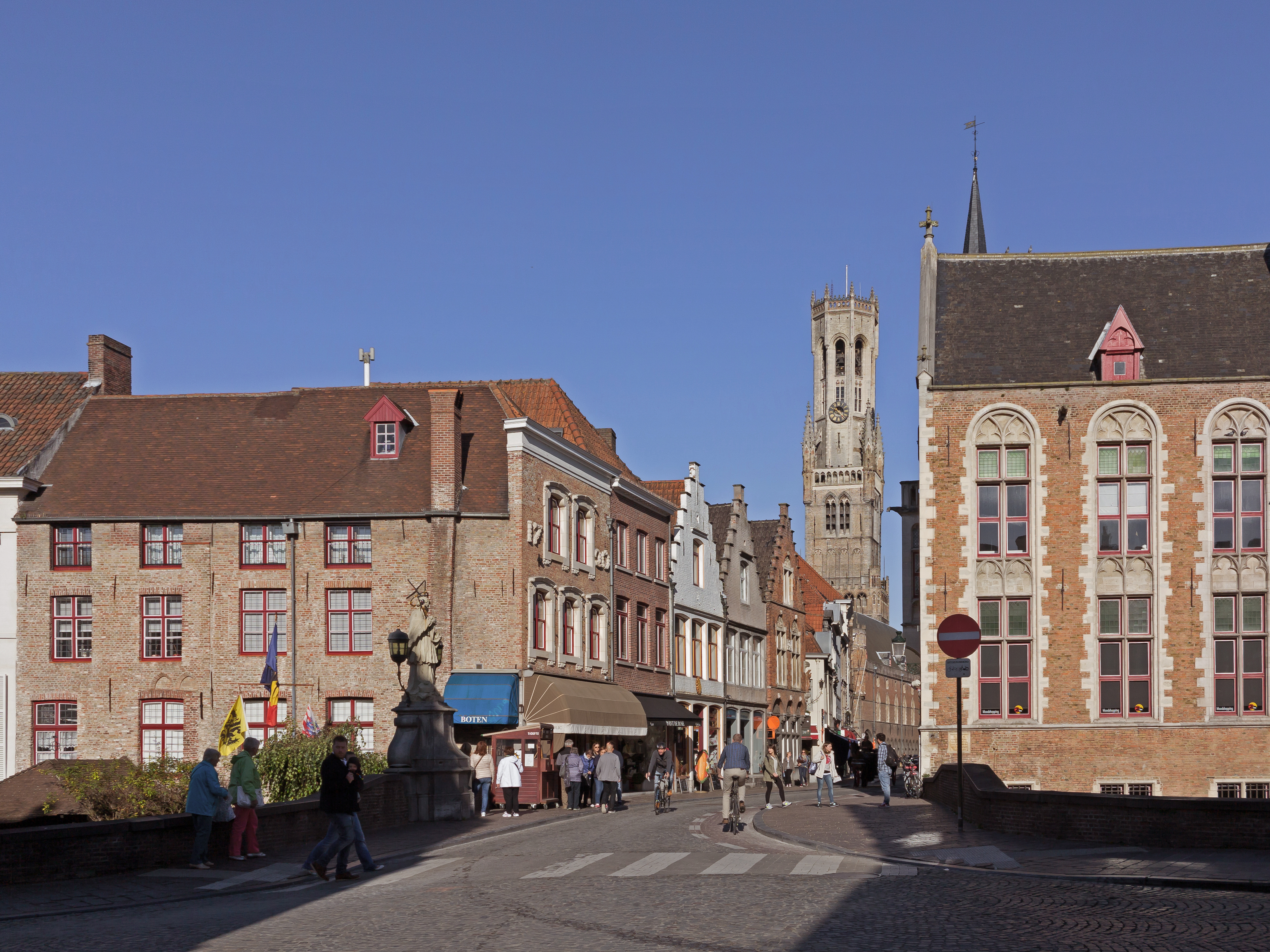
De Wollestraat met het belfort
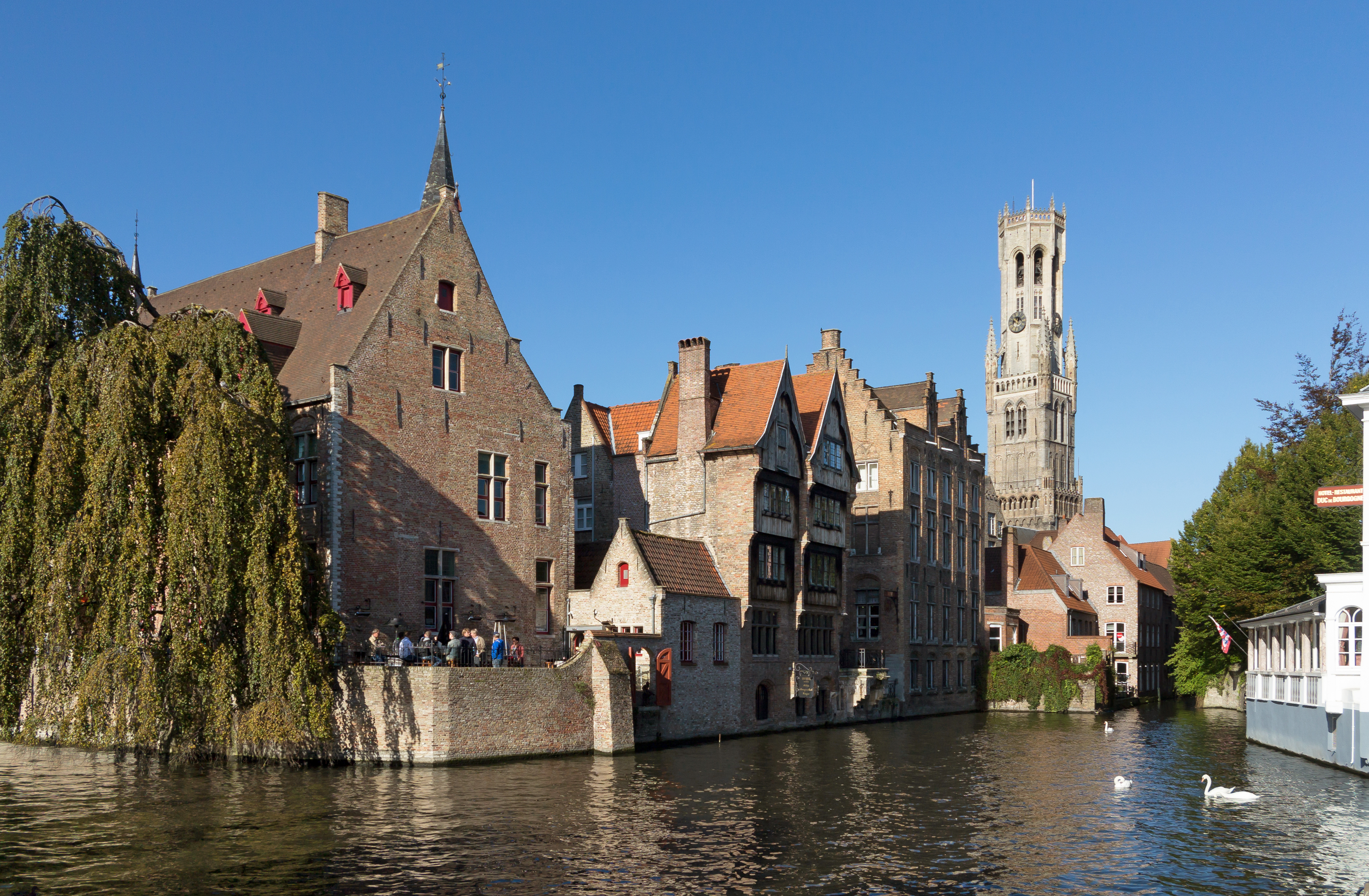
Gracht bij de Wollestraat met het belfort